# كريس أدامي
كريس أدامي (بالإنجليزية: Chris Adami)‏ (و. 1962 – م) هو فيزيائي من الولايات المتحدة الأمريكية .

## التعليم
تعلم في جامعة بون، وجامعة ستوني بروك